# NGC 3834
NGC 3834 is een spiraalvormig sterrenstelsel in het sterrenbeeld Leeuw. Het hemelobject werd op 29 december 1861 ontdekt door de Duits-Deense astronoom Heinrich Louis d'Arrest.

## Synoniemen
- MCG 3-30-65
- ZWG 97.84
- PGC 36443